# Challenger de Atenas
EL Status Athens Open es un torneo profesional de tenis. Pertenece al ATP Challenger Series. Se juega desde el año 2008 sobre pistas duras, en Atenas, Grecia.

## Palmarés

### Individuales
| Año  | Campeón            | Finalista               | Resultado        |
| ---- | ------------------ | ----------------------- | ---------------- |
| 2012 | Marinko Matosevic  | Ruben Bemelmans         | 6–3, 6–4         |
| 2011 | Matthias Bachinger | Dmitry Tursunov         | walkover         |
| 2010 | Lu Yen-hsun        | Rainer Schüttler        | 3–6, 7–6(4), 6–4 |
| 2009 | Rui Machado        | Daniel Muñoz-de la Nava | 6–3, 7–6(4)      |
| 2008 | Martin Verkerk     | Adrian Cruciat          | 6–3, 6–3         |

### Dobles
| Año  | Campeones                         | Finalistas                             | Resultado |
| ---- | --------------------------------- | -------------------------------------- | --------- |
| 2012 | Andre Begemann Jordan Kerr        | Gerard Granollers Alexandros Jakupovic | 6–2, 6–3  |
| 2011 | Colin Fleming Scott Lipsky        | Matthias Bachinger Benjamin Becker     | walkover  |
| 2010 | Rik de Voest Lu Yen-hsun          | Robin Haase Igor Sijsling              | 6–3, 6–4  |
| 2009 | Rameez Junaid Philipp Marx        | Jesse Huta Galung Rui Machado          | 6–4, 6–3  |
| 2008 | Marc López Gabriel Trujillo-Soler | Konstantinos Economidis Alex Jakupovic | 6–4, 6–4  |